# San Manuel, Tarlac
San Manuel là một đô thị hạng 5 ở tỉnh Tarlac, Philippines. Theo điều tra dân số năm 2000, đô thị này có dân số 20.857 người trong 4.176 hộ.

## Các đơn vị hành chính
San Manuel được chia thành 15 barangay.
- Colubot
- Lanat
- Legaspi
- Mangandingay
- Matarannoc
- Pacpaco
- Poblacion
- Salcedo
- San Agustin
- San Felipe
- San Jacinto
- San Miguel
- San Narciso
- San Vicente
- Santa Maria